# Olga Tañón
Olga Teresa Tañón Ortíz, in arte Olga Tañón (Santurce, 13 aprile 1967), è una cantante e chitarrista portoricana.

## Discografia
- 1992 – Sola
- 1993 – Mujer De Fuego
- 1994 – Siente El Amor
- 1995 – Éxitos y Mas
- 1996 – Nuevos Senderos
- 1997 – Llévame Contigo
- 1998 – Te Acordarás De Mí
- 1999 – Olga Viva, Viva Olga
- 2001 – Yo Por Ti
- 2002 – Sobrevivir
- 2003 – A Puro Fuego
- 2005 – Comó Olvidar... Lo Mejor De Olga Tañón
- 2005 – Una Nueva Mujer
- 2006 – Una Nueva Mujer Edición Especial CD/DVD
- 2006 – 100%  Merengue
- 2006 – Soy Como Tú
- 2007 – Éxitos en 2 Tiempos
- 2008 – Fuego en Vivo Vol. 1 Sólo Éxitos
- 2008 – Fuego en Vivo Vol. 2 Sólo Éxitos
- 2010 – Álbum 4/13
- 2011 – Ni Una Lágrima Más